# Jyrki Järvi
Jyrki Heikki Järvi (Helsinki, 7 februari 1966) is een Fins zeiler.
Järvi won tijdens de Olympische Zomerspelen 2000 samen met Thomas Johanson de gouden medaille in de 49er.

## Resultaten

### Wereldkampioenschappen
| Jaar | Plaats  | Resultaten |
| ---- | ------- | ---------- |
| 2000 | Guaymas | 49er       |

### Olympische Zomerspelen
| Jaar | Plaats | Resultaten |
| ---- | ------ | ---------- |
| 2000 | Sydney | 49er       |

2000: Jyrki Järvi / Thomas Johanson ·
2004: Xabier Fernández / Iker Martínez ·
2008: Martin Kirketerp / Jonas Warrer ·
2012: Iain Jensen / Nathan Outteridge ·
2016: Peter Burling / Blair Tuke ·
2020: Dylan Fletcher / Stuart Bithell ·
2024: Diego Botín / Florián Trittel